# Епископ западноамерички Григорије
Григорије (свјетовно Никола Удицки; Велика Кикинда, 14. јануар 1911 — Алхамбра, 9. октобар 1985) био је владика западноамерички (1963—1985).

## Биографија
Богословију је завршио у Сријемским Карловцима, а Богословски факултет у Биограду. Као суплент Битољске богословије прима монашки чин из руке јеромонаха Василија (Костића) 9. августа 1936. у манастиру Хиланадару, а потом је рукоположен у чин ђакона и презвитера. Као професор богословије радио је при владичанској управи у Чикагу као секретар владике америчко-канадског Дионисија. Извјесно вријеме био је парох у Бјуту, одакле сепред Други свјетски рат вратио у Битољ. Послије Другог свјетског рата јеромонах Григорије је емигрирао у Америку, гдје је до избора за владику био парохијски свјештеник у Јангвуду. Одликован је чином архимандрита 1957. године.
За владику новооснованог Западноамеричког владичанства изабран је на ванредном засједању Светог архијерејског сабора 27. јула 1963. Рукоположили су га за владику у храму Преподобног Симона монаха у Алхамбри 4. августа 1963. владике браничевски Хризостом, источноамерички и канадски Стефан и средњозападноамерички Фирмилијан. Умро је у Алхамбри и сахрањен на старом српском гробљу у Лос Анђелесу.